# Carlos J. Leitão
Pour les articles homonymes, voir Leitão.
Carlos J. Leitão, né le 3 mars 1956 à Peniche au Portugal, est un économiste, banquier et homme politique québécois. Il est député à la Chambre des communes depuis 2025.
Il est ministre des Finances dans le gouvernement Philippe Couillard d'avril 2014 à octobre 2018.

## Biographie
Carlos Leitão naît le 3 mars 1956 à Peniche au Portugal. La famille de Carlos Leitão émigre du Portugal en 1975, alors que celui-ci a 19 ans et s’installe au Québec. Marié à Marie-Hélène Thomas, il a maintenant trois enfants,.

### Carrière professionnelle
Carlos Leitão fait carrière pendant plus de 20 ans dans le secteur bancaire et financier canadien, avant d'entrer en politique en février 2014. 
En 1979, il obtient un baccalauréat en sciences économiques de l’Université McGill et se joint aux services économiques de la Banque royale du Canada. En 2003, il devient économiste en chef de Valeurs mobilières Banque Laurentienne. En 2008, l’agence de presse Bloomberg News le classe au deuxième rang des prévisionnistes les plus justes de l’économie américaine,,,,.

### Carrière politique
Il est élu député libéral dans la circonscription de Robert-Baldwin à l’élection générale québécoise du 7 avril 2014 avec plus de 87 % des voix, succédant au député libéral sortant Pierre Marsan (1994-2014). Il est nommé ministre des Finances du Québec le 23 avril 2014 par le premier ministre Philippe Couillard,,.
Du 2 au 13 avril 2016, il est ministre responsable de l'Administration gouvernementale et de la Révision permanente des programmes suppléant. Il se voit confier le rôle de président du Conseil du Trésor, temporairement le 2 avril 2016, puis « définitivement » le 7 avril 2016, en remplacement de Sam Hamad. À partir du 16 avril 2016, il est ministre responsable de l'Administration gouvernementale et de la Révision permanente des programmes. 
Le 15 août 2016, il déclare que le salaire minimum de 10,75 $ était suffisant au Québec, s'attirant la foudre des groupes sociaux.
Il est président de la Commission de l’administration publique du 4 décembre 2018 au 28 août 2022. Il ne s’est pas représenté en 2022.
Le 19 mars 2025, Carlos Leitão se présente comme candidat dans la circonscription de Marc-Aurèle-Fortin, dans l'ouest de Laval. Il se présente sur la scène fédérale avec le Parti libéral du Canada de Mark Carney et est élu.

## Résultats électoraux

### Résultats provinciaux
|                                                                                               | Nom                        | Parti            | Nombre de voix | %      | Maj.   |
| --------------------------------------------------------------------------------------------- | -------------------------- | ---------------- | -------------- | ------ | ------ |
|                                                                                               | Carlos J. Leitão (sortant) | Libéral          | 22 426         | 73,9 % | 18 988 |
|                                                                                               | Laura Azéroual             | Coalition avenir | 3 438          | 11,3 % | -      |
|                                                                                               | Zachary Williams           | Québec solidaire | 1 317          | 4,3 %  | -      |
|                                                                                               | Marie-Imalta Pierre-Lys    | Parti québécois  | 994            | 3,3 %  | -      |
|                                                                                               | Michael-Louis Coppa        | Conservateur     | 921            | 3 %    | -      |
|                                                                                               | Catherine Richardson       | Vert             | 781            | 2,6 %  | -      |
|                                                                                               | Luca Brown                 | NPD Québec       | 488            | 1,6 %  | -      |
| Total                                                                                         | Total                      | Total            | 30 365         | 100 %  |        |
| Le taux de participation lors de l'élection était de 55,6 % et 257 bulletins ont été rejetés. |                            |                  |                |        |        |

|                                                                                             | Nom                       | Parti            | Nombre de voix | %      | Maj.   |
| ------------------------------------------------------------------------------------------- | ------------------------- | ---------------- | -------------- | ------ | ------ |
|                                                                                             | Carlos J. Leitão          | Libéral          | 36 763         | 87,3 % | 34 602 |
|                                                                                             | Jamie Allen               | Coalition avenir | 2 161          | 5,1 %  | -      |
|                                                                                             | Michaël Comtois-Lussier   | Parti québécois  | 1 557          | 3,7 %  | -      |
|                                                                                             | Ali Faour                 | Québec solidaire | 794            | 1,9 %  | -      |
|                                                                                             | Mathieu Mireault          | Vert             | 607            | 1,4 %  | -      |
|                                                                                             | Patricia Popert           | Conservateur     | 146            | 0,3 %  | -      |
|                                                                                             | Viviane Martinova-Croteau | Option nationale | 96             | 0,2 %  | -      |
| Total                                                                                       | Total                     | Total            | 42 124         | 100 %  |        |
| Le taux de participation lors de l'élection était de 77 % et 203 bulletins ont été rejetés. |                           |                  |                |        |        |